# A vadnyugat törvényei szerint
A vadnyugat törvényei szerint (eredeti cím: The Harder They Fall) 2021-es amerikai westernfilm, amelyet Jeymes Samuel rendezett, aki Boaz Yakinnal közösen írta a forgatókönyvet. A főszerepben Jonathan Majors, Idris Elba, Zazie Beetz, Regina King, Delroy Lindo, Lakeith Stanfield, RJ Cyler, Danielle Deadwyler, Edi Gathegi és Deon Cole látható. A film egyike azon kevés westernfilmeknek, melynek főszereplői mind fekete bőrűek.
A film világpremiere a BFI London Film Festivalon volt 2021. október 6-án. 2021. október 22-én korlátozott ideig a mozikban is bemutatták, a Netflixen pedig 2021. november 3-án jelent meg. Általánosságban pozitív véleményeket kapott a kritikusoktól.

## Cselekmény
Amikor egy törvényen kívüli megtudja, hogy az ellenségét kiengedik a börtönből, összehívja a bandáját, hogy bosszút álljon.

## Szereplők
| Szerep          | Színész             | Magyar hang     |
| --------------- | ------------------- | --------------- |
| Nat Love        | Jonathan Majors     | Ember Márk      |
| Rufus Buck      | Idris Elba          | Galambos Péter  |
| Stagecoach Mary | Zazie Beetz         | Pálmai Anna     |
| Trudy Smith     | Regina King         | Kocsis Mariann  |
| Bass Reeves     | Delroy Lindo        | Faragó András   |
| Cherokee Bill   | Lakeith Stanfield   | Varga Gábor     |
| Jim Beckwourth  | RJ Cyler            | Gacsal Ádám     |
| Cuffee          | Danielle Deadwyler  | Bánfalvi Eszter |
| Bill Pickett    | Edi Gathegi         | Crespo Rodrigo  |
| Wiley Escoe     | Deon Cole           | N/A             |
| Monroe Grimes   | Damon Wayans Jr.    | Papp Dániel     |
| Eleanor Love    | DeWanda Wise        | N/A             |
| Cortez          | Julio Cesar Cedillo | N/A             |

## Fogadtatás
A Rotten Tomatoes oldalán 86%-ot ért el, 145 kritika alapján. A Metacritic oldalán 68 pontot szerzett a százból, 38 kritika alapján.